# قطعنامه ۱۲۹۸ شورای امنیت
قطعنامه ۱۲۹۸ شورای امنیت سازمان ملل متحد که در تاریخ ۱۷ مه ۲۰۰۰ تصویب شد، سندی بین‌المللی دربارهٔ بررسی وضعیت میان اریتره و اتیوپی است. این قطعنامه طی نشست ۴۱۴۴ام با ۱۵ رای موافق، ۰ مخالف و ۰ ممتنع تصویب شد.